# The Honor of the Mounted
Pour plus de détails, voir Fiche technique et Distribution.
The Honor of the Mounted est un film muet américain réalisé par Allan Dwan et sorti en 1914.

## Fiche technique
- Réalisation : Allan Dwan
- Scénario : Arthur Rosson
- Durée : 30 minutes
- Date de sortie :
  - États-Unis : 17 février 1914

## Distribution
- Murdock MacQuarrie : Mountie
- Pauline Bush : Marie Laquox
- Lon Chaney : Jacques Laquox
- James Neill : le commandant du poste
- Gertrude Short